# Маркус Тюрам
Марку́с Тюра́м (фр. Marcus Thuram, нар. 6 серпня 1997, Парма) — французький футболіст, нападник «Інтернаціонале» і збірної Франції.

## Клубна кар'єра
Народився 6 серпня 1997 року в родині французького футболіста Ліліана Тюрама в італійському місті Парма, де батько в той час грав за однойменний місцевий клуб. Маркус починав свою кар'єру в скромних дитячих французький футбольних командах «Олімпік» (Нюї) і «Булонь-Біянкур», а з 2012 року він виступав за юнацьку команду «Сошо», з якою виграв Кубок Гамбарделла у сезоні 2014/15, забивши другий гол у фіналі проти «Ліона» (1:0). Паралельно у 2014 році був заявлений за дубль «Сошо», що виступав у аматорській лізі.
У першій команді Маркус дебютував 20 березня 2015 року в матчі Ліги 2 проти «Шатору», а влітку того ж року підписав свій перший професійний контракт з клубом. Загалом провів у рідній команді три сезони, взявши участь у 43 матчах в усіх турнірах, але забив лише 1 гол.
Тим не менш 5 липня 2017 року Тюрам перейшов у клуб вищого дивізіону Франції «Генгам», у складі якого 15 серпня 2017 року дебютував у Лізі 1 в грі проти «Меца» (3:1), вийшовши на заміну на 88 хвилині замість Янніса Салібура. Станом на 9 грудня 2018 року відіграв за команду з Генгама 45 матчів в національному чемпіонаті.
22 липня 2019 року Маркус Тюрам перейшов до німецького клубу «Боруссія» (Менхенгладбах), який підписав з 21-річним футболістом контракт, розрахований на 4 роки.

## Виступи за збірні
2014 року дебютував у складі юнацької збірної Франції, взяв участь у 24 іграх на юнацькому рівні, відзначившись 6 забитими голами. Він брав участь у двох юнацьких (U-19) чемпіонатах Європи — 2015 і 2016 років. На першому турнірі став з командою півфіналістом, а на другому — чемпіоном Європи у своїй віковій категорії. У фінальній зустрічі проти італійців (4:0) він був запасним, проте вийшов на поле за декілька хвилин до фінального свистка.
Золоті медалі дозволили Тюраму у складі юнацької збірної Франції до 20 років кваліфікуватися на молодіжний чемпіонат світу 2017 року, де Маркус був основним гравцем, дійшовши з командою до 1/8 фіналу, а в грі групового етапу проти В'єтнаму (4:0) забив гол. Всього на молодіжному рівні зіграв в 11 офіційних матчах, забив 3 голи.
2019 року провів п'ять ігор за молодіжну збірну Франції.

## Статистика виступів

### Статистика клубних виступів
Станом на 2 жовтня 2020
| Сезон              | Команда                  | Чемпіонат          | Чемпіонат | Чемпіонат | Національний кубок | Національний кубок | Національний кубок | Континентальні кубки | Континентальні кубки | Континентальні кубки | Інші змагання | Інші змагання | Інші змагання | Усього | Усього |
| Сезон              | Команда                  | Ліга               | Ігор      | Голів     | Ліга               | Ігор               | Голів              | Ліга                 | Ігор                 | Голів                | Ліга          | Ігор          | Голів         | Ігор   | Голів  |
| ------------------ | ------------------------ | ------------------ | --------- | --------- | ------------------ | ------------------ | ------------------ | -------------------- | -------------------- | -------------------- | ------------- | ------------- | ------------- | ------ | ------ |
| 2014–15            | «Сошо»                   | Л2                 | 1         | 0         | КФ+КЛ              | 0                  | 0                  | -                    | -                    | -                    | -             | -             | -             | 1      | 0      |
| 2015–16            | «Сошо»                   | Л2                 | 15        | 0         | КФ+КЛ              | 3+1                | 0                  | -                    | -                    | -                    | -             | -             | -             | 19     | 0      |
| 2016–17            | «Сошо»                   | Л2                 | 21        | 1         | КФ+КЛ              | 0+2                | 0                  | -                    | -                    | -                    | -             | -             | -             | 23     | 1      |
| Усього за «Сошо»   | Усього за «Сошо»         | Усього за «Сошо»   | 37        | 1         |                    | 6                  | 0                  |                      | -                    | -                    |               | -             | -             | 43     | 1      |
| 2017–18            | «Генгам»                 | Л1                 | 32        | 3         | КФ+ЛЧ              | 2+0                | 1+0                | -                    | -                    | -                    | -             | -             | -             | 34     | 4      |
| 2018–19            | «Генгам»                 | Л1                 | 32        | 9         | КФ+ЛЧ              | 3+3                | 2+2                | -                    | -                    | -                    | -             | -             | -             | 38     | 13     |
| Усього за «Генгам» | Усього за «Генгам»       | Усього за «Генгам» | 64        | 12        |                    | 8                  | 5                  |                      | -                    | -                    |               | -             | -             | 72     | 17     |
| 2019–20            | «Боруссія» Менхенгладбах | БЛ                 | 31        | 10        | КН                 | 2                  | 2                  | ЛЄ                   | 6                    | 2                    | -             | -             | -             | 39     | 14     |
| 2020–21            | «Боруссія» Менхенгладбах | БЛ                 | 2         | 1         | КН                 | 1                  | 0                  | -                    | -                    | -                    | -             | -             | -             | 3      | 1      |
| Усього за кар'єру  | Усього за кар'єру        | Усього за кар'єру  | 172       | 30        |                    | 17                 | 7                  |                      | 6                    | 2                    |               | -             | -             | 195    | 39     |